# یوهان فرانتس انکه
یوهان فرانتس انکه (انگلیسی: Johann Franz Encke؛ زاده ۲۳ سپتامبر ۱۷۹۱ درگذشته ۲۶ اوت ۱۸۶۵) یک دانشمند در زمینه اخترشناسی اهل آلمان بود.